# Roman I. Bulharský
Roman I. († 997, Konstantinopol) byl bulharský car vládnoucí v letech 976–997.

## Vláda
Když zemřel jeho otec car Petr, pobýval právě se svým bratrem Borisem v Konstantinopoli jako rukojmí. Tehdejší byzantský císař Jan I. Tzimiskes dovolil oběma bratrům vrátit se do Bulharska, kde se Boris stal novým chánem. Ne však na dlouho – na území bulharské říše vtrhla vojska kyjevského knížete Svjatoslava, jež dobyla carovo sídelní město Preslav a oba bratry zajala. Přestože Jan I. Tzimiskes bratry osvobodil a Svjatoslava z Bulharska vyhnal, Borisovi vládu nad Bulharskem nevrátil a naopak jej spolu s Romanem odvedl zpět do Konstantinopole, kde byl dosavadní car zbaven své hodnosti a začleněn do byzantské aristokracie. Naproti tomu Roman dopadl hůře – byzantský císař jej nechal vykastrovat.
Po Tzimiskově smrti oba bratři utekli z Konstantinopole do západní části Bulharska, jež se po Petrově smrti dostalo pod kontrolu čtyř šlechtických bratrů zvaných komitopulové. V době příchodu bratrů do Bulharska však vládl již jen nejmladší z nich Samuel. Protože Borise omylem zabila při přechodu hranic bulharská hlídka, stal se novým carem Roman. Vzhledem k neschopnosti zplodit potomky byl ale v tehdejším dobovém mínění považován za méněcenného, takže většinu rozhodovacích pravomocí držel ve svých rukou Samuel. Místo panování se Roman věnoval podpoře církve a péči o kláštery. V roce 991 byl s velkou pravděpodobností Roman opět zajat byzantským vojskem a odveden do Konstantinopole, kde roku 997 zemřel. Po jeho smrti si přivlastnil titul cara Samuel, který vládl dalších téměř dvacet let.